# 萧大连
蕭大连（527年—551年），字仁靖，梁簡文帝蕭綱第五子，母为皇后王灵宾。
蕭大连幼年俊爽，能作文，举止风流，雅有巧思，妙达音乐，兼善丹青。大同二年（536年），封临城县公，食邑一千五百户，師事杜之偉。大同七年（541年），与宁国公萧大临一起进入国学射策甲科读书，拜中书侍郎。
大同十年（544年），蕭大连与兄萧大临跟从梁武帝前往朱方。梁武帝令他们学习骑马，大连、大临据鞍往还，各得驰骤之节，梁武帝很高兴，赐予他们所乘之马。后改任给事黄门侍郎，转侍中，不久兼石头戍军事。太清元年（547年），出任使持节、轻车将军、东扬州刺史。
太清二年（548年），侯景围攻建康，蕭大连率众四万前来赴援京城。太清三年（549年），与叔父邵陵王萧纶勤王，与萧纶子永安侯萧确不合，势同水火。京城沦陷，援军四散，蕭大连复还扬州，担心萧纶要害自己而想害他，萧纶察觉后逃到禹穴。梁武帝被困餓死，侯景立太子蕭綱为帝。会稽人田领群聚众数万来攻，蕭大连命中兵参军张彪将其击斩。六月壬辰（7月18日），进封南郡王，食邑二千户。侯景派遣赵伯超、刘神茂前去讨伐蕭大连，城中有奸细响应。萧大连终日醉酒，将军务委托留异，留异亦通敌；蕭大连弃城逃走，因留异引导，在信安被宋子仙俘获。
大宝元年（550年）六月，出任行扬州事。七月，改任江州刺史。大宝二年（551年）八月，侯景废蕭綱为晋安王，遣人前往姑孰杀死蕭大连，时年二十五岁。